# Karin Gayer
Karin Gayer (n. el 1969 a Mödling a prop de Viena) és una escriptora austríaca. Escriu poesia i narrativa.

## Biografia
Karin Gayer nasqué el maig del 1969 a Mödling, mentre que avui viu a Viena. Començà a estudiar la psicologia però no terminà els estudis perquè "no podia trobar el que cercava". Treballa en professions socials. Karin Gayer ja començà a escriure a l'escola. A l'inici publicà en revistes de literatura austríaques, per exemple en Zenit i Wienzeile. El seu primer llibre fou publicat a Arovell Verlag el 2002.

## Obra
- Flechtwerk, poesia i petita prosa, Arovell Verlag, Gosau 2002, ISBN 3-901435-46-8
- Vorgänge im Labyrinth, poesia i petita prosa (antologia, amb altres autors), Arovell Verlag, Gosau 2004, ISBN 3-901435-66-2
- Nachtfieber, narració, Arovell Verlag, Gosau 2009, ISBN 978-3-902547-84-2
- Innenaußenwelten, poesia, Edition Art Science, St. Wolfgang 2013, ISBN 978-3-902864-19-2